# Anqasha
Genre
Anqasha est un genre d'araignées mygalomorphes de la famille des Theraphosidae.

## Distribution
Les espèces de ce genre sont endémiques du Pérou.

## Liste des espèces
Selon World Spider Catalog (version 25.0, 13/02/2024) :
- Anqasha minaperinensis Kaderka, 2023
- Anqasha picta (Pocock, 1903)

## Systématique et taxinomie
Ce genre a été décrit par Sherwood et Gabriel en 2022 dans les Theraphosidae.

## Publication originale
- Sherwood & Gabriel, 2022 : « A new species and two new genera of theraphosine from Peru (Araneae: Theraphosidae). » Arachnology, vol. 19, Special Issue, p. 247-256.